# Jacques Aubert
Jacques Aubert (ur. 30 września 1689 w Belleville pod Paryżem, zm. 17/18 maja 1753 tamże) – francuski kompozytor okresu baroku, skrzypek oraz choreograf.
W 1719 roku został zatrudniony na dworze księcia Ludwika IV Henryka Burbona-Condé. W 1727 roku został członkiem zespołu Vingt-quatre Violons du Roy. W latach 1728–1752 występował w paryskiej Operze, a od 1729 do 1740 roku także w Concert Spirituel. Został pochowany 19 maja 1753 roku.
Tworzył pod silnym wpływem muzyki włoskiej. Jego koncerty skrzypcowe, wydane w 1734 roku, były pierwszymi ogłoszonymi przez kompozytora francuskiego. Ponadto skomponował m.in. balety, divertissements oraz opery (w tym komedię muzyczną La Reine des Péris, 1725).